# تشارلز أبي
تشارلز أبي (بالفرنسية: Charles Abi)‏ هو لاعب كرة قدم فرنسي، ولد في 12 أبريل 2000 في كليرمون فيران في فرنسا. لعب مع نادي سانت إتيان.

## وصلات خارجية
- تشارلز أبي على موقع إي إس بي إن إف سي (الإنجليزية)
- تشارلز أبي على موقع قاعدة بيانات كرة القدم.إي يو (الإنجليزية)
- تشارلز أبي على موقع ليكيب (الفرنسية)
- تشارلز أبي على موقع Soccerbase.com (لاعب) (الإنجليزية)
- تشارلز أبي على موقع Soccerway.com (الإنجليزية)
- تشارلز أبي على موقع عالم كرة القدم.نت (الإنجليزية)